# Năng lượng tối

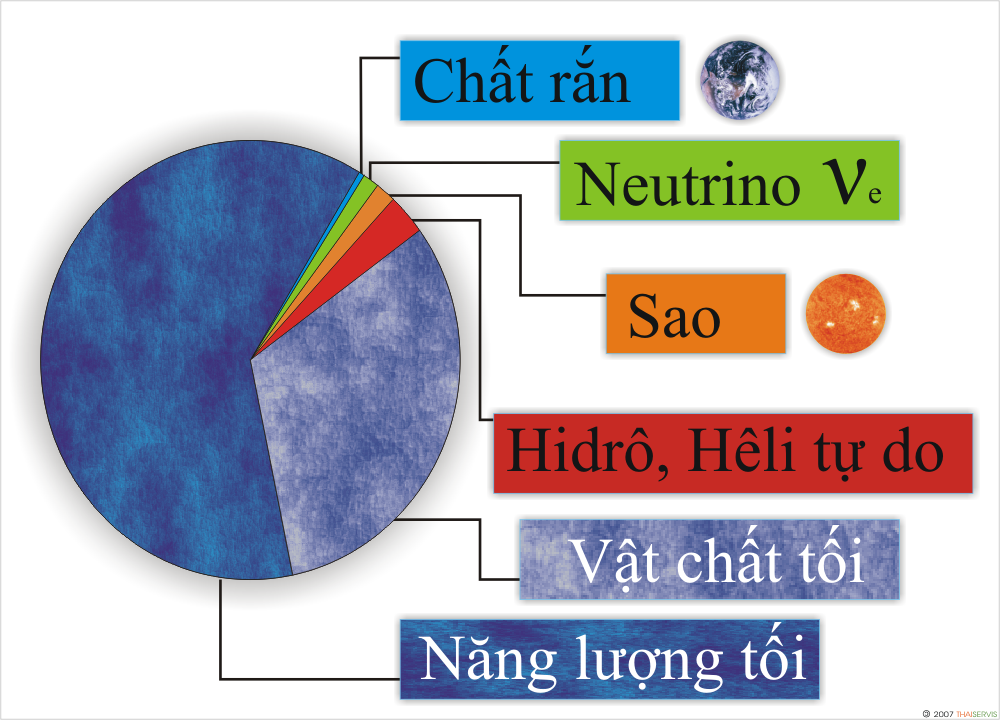
Hình dung về tỷ lệ thành phần vũ trụ:
năng lượng tối 68,3%,
vật chất tối 26,8%,
khí Hydro, Heli tự do, các sao, neutrino, thành phần chất rắn và các phần còn lại 4,9%

Năng lượng tối chiếm phần lớn thế giới vật chất

Trong vũ trụ học vật lý và thiên văn học, năng lượng tối là một dạng năng lượng chưa biết rõ chiếm phần lớn vũ trụ và có khuynh hướng tăng tốc độ giãn nở của vũ trụ. Năng lượng tối là thuyết được chấp nhận nhiều nhất kể từ những năm 1990, chỉ ra rằng vũ trụ đang giãn nở với vận tốc tăng dần. Theo Đội nghiên cứu Planck và dựa vào mô hình tiêu chuẩn của Vũ trụ học, tỷ lệ tương đối của vật chất-năng lượng, thì vũ trụ nhìn thấy được có chứa 26,8% vật chất tối, 68,3% năng lượng tối (tổng là 95,1%) với vật chất thường chỉ chiếm 4,9%. Một lần nữa, theo tỷ lệ tương đối vật chất-năng lượng, tỉ trọng của năng lượng tối (66,91 x 10-27 kg/m³) là rất thấp, còn thấp hơn cả tỉ trọng của vật chất thường và vật chất tối trong các thiên hà. Mặc dù thế, nó lại thống trị vật chất-năng lượng của Vũ trụ vì được dàn trải khắp không gian.
Hai trạng thái của năng lượng tối được đề xuất là hằng số vũ trụ, một tỉ trọng năng lượng không đổi lấp đầy không gian một cách đồng nhất, và trường vô hướng như đệ ngũ nguyên tố hay mô đun, một số trong đó tỉ trọng năng lượng có thể thay đổi trong không và thời gian. Các đóng góp liên tục từ các trường vô hướng thường cũng được bao gồm trong hằng số vũ trụ. Hằng số vũ trụ có thể được lập để tương đương với năng lượng chân không. Các trường vô hướng không thay đổi trong không gian có thể rất khó để phân biệt từ một hằng số vũ trụ vì thay đổi có thể cực kỳ nhỏ.
Các tính toán chính xác cao về sự giãn nở của vũ trụ là bắt buộc để có thể hiểu được như thế nào mà tỷ lệ giãn nở thay đổi theo thời gian và không gian. Trong Thuyết tương đối, sự phát triển của tỷ lệ giãn nở được tham số hóa bởi phương trình trạng thái của vũ trụ (mối quan hệ giữa nhiệt độ, áp suất, và tổng tỉ trọng của vật chất, năng lượng và năng lượng chân không cho bất kỳ khu vực nào của không gian). Tính được phương trình trạng thái của vũ trụ là một trong những cố gắng lớn nhất trong quan sát vũ trụ vào hiện tại.
Thêm hằng số vũ trụ vào thước đo FLRW chuẩn dẫn đến mô hình Lambda-CDM, được biết đến với tên gọi "mô hình tiêu chuẩn" của Vũ trụ học do nó có độ chính xác và trùng hợp với các quan sát đã được thực hiện. Năng lượng tối đã được sử dụng như là một thành phần tối quan trọng trong một cố gắng gần đây để lập ra một mô hình vòng tròn cho Vũ trụ.

## Bản chất của năng lượng tối
Có khá nhiều điều về bản chất của năng lượng tối vẫn còn là một vấn đề để suy đoán. Bằng chứng về sự tồn tại của năng lượng tối dù là gián tiếp nhưng đến từ ba nguồn tự do:
- Tính toán khoảng cách và liên hệ của chúng với dịch chuyển đỏ, cho thấy rằng Vũ trụ đã giãn nở trong suốt nửa cuộc đời của nó.
- Một nhu cầu trong lý thuyết về một loại năng lượng mà không là vật chất hay vật chất tối để hình thành nên vũ trụ phẳng nhìn thấy được (sự thiếu vắng của bất kỳ độ cong nào).
- Nó có thể được suy ra khi tính toán các mô hình sóng cỡ lớn của tỷ trọng vật chất của Vũ trụ.

Vật chất tối dàn trải rất đồng đều, không quá dày và chưa bao giờ được nhìn thấy tiếp xúc hay phản ứng với các lực cơ bản ngoài trọng lực. Do tính chất khá loãng - khoảng 10−30 g/cm³ - nó khó có thể bị bắt được trong các thí nghiệm. Năng lượng tối có thể có hiệu ứng mạnh với Vũ trụ, tạo nên đến 68% mật độ phổ quát, chỉ bởi vì nó lấp một cách đồng đều khắp không gian trống. Hai mô hình đứng đầu là hằng số vũ trụ và đệ ngũ nguyên tố. Cả hai mô hình đều bao gồm tính chất của năng lượng tối là nó có áp suất âm.

### Hiệu ứng của năng lượng tối: một áp suất chân không âm không thay đổi
Độc lập hoàn toàn khỏi bản chất thực sự của nó, năng lượng tối sẽ cần một áp suất âm mạnh để có thể giải thích cho hiện tượng tăng tốc độ giãn nở của vũ trụ.
Dựa theo Thuyết tương đối, áp suất trong một chất đóng góp trực tiếp cho lực hấp dẫn của vật với những vật khác giống như tỷ trọng vật chất của nó. Điều này xảy ra vì đại lượng vật lý làm cho vật chất tạo ra lực hấp dẫn là tensơ ứng xuất - xung lượng, có chứa cả tỷ trọng năng lượng (hay vật chất) của chất, áp suất cũng như là độ dẻo của nó.
Trong thước đo Friedmann–Lemaître–Robertson–Walker, có thể nhìn thấy một áp suất âm mạnh, không đổi trong toàn Vũ trụ gây ra hiện tượng tăng tốc độ giãn nở của vũ trụ nếu Vũ trụ đã giãn nở, hay một sự giảm tốc trong sự co giãn của Vũ trụ nếu Vũ trụ đã co giãn. Chính xác hơn nữa, hàm bậc hai của yếu tố quy mô của vũ trụ, {\displaystyle {\ddot {a}}}, là dương nếu phương trình trạng thái của Vũ trụ là {\displaystyle \!w<-1/3} (xem Phương trình Friedmann).
Hiệu ứng tăng tốc giãn nở này đôi khi có tên là "lực đẩy trọng trường", là một cách diễn tả nhiều màu sắc nhưng có thể khó hiểu. Trong thực tế, một áp suất âm không ảnh hưởng đến tương tác hấp dẫn giữa khối lượng - vẫn còn hấp dẫn - nhưng chỉ thay đổi sự phát triển tổng thể của Vũ trụ trên quy mô lớn, thường dẫn đến sự tăng tốc giãn nở của Vũ trụ mặc dù lực hấp dẫn giữa khối lượng có mặt trong Vũ trụ.
Sự giãn nở chỉ đơn giản là một chức năng của tỷ trọng năng lượng tối. Năng lượng tối rất dai dẳng: tỷ trọng của nó luôn luôn không đổi (trong thí nghiệm, với tỷ lệ 1:10), ví dụ, nó không bị pha loãng khi không gian giãn ra.

## Bằng chứng cho sự tồn tại

### Siêu tân tinh
Năm 1998, một quan sát được thực hiện trên một Siêu tân tinh loại Ia (Một A) bởi Đội Tìm kiếm Siêu tân tinh High-Z theo sau là Dự án Siêu tân tinh chỉ ra rằng tốc độ giãn nở của Vũ trụ đang tăng dần. Giải Nobel năm 2011 trong lĩnh vực Vật Lý được trao cho Saul Perlmutter, Brian P. Schmidt và Adam G. Riess vì vai trò tiên phong trong phát hiện trên.
Từ đó, các quan sát trên đã được chứng thực bởi hàng loạt các nguồn tự do. Tính toán phông vi sóng Vũ trụ, hội tụ hấp dẫn và các cấu trúc quy mô lớn của Vũ trụ cũng như là các tính toán nâng cao trên các siêu tân tinh cùng nhất quán với mô hình Lamda-CDM. Một số người đã tranh luận rằng bằng chứng duy nhất chứng tỏ được sự tồn tại của một loại năng lượng như năng lượng tối là từ các quan sát trên việc tính toán khoảng cách và các dịch chuyển đỏ tương quan. Bất đẳng hướng phông vi sóng vũ trụ và dao động âm thanh baryon là các quan sát duy nhất có dịch chuyển đỏ lớn hơn dự tính từ một Vũ trụ Friedmann-Lemaître nhỏ xíu và Hằng số Hubble.
Các siêu tân tinh khá hữu dụng trong Vũ trụ học vì chúng là các thang đo khoảng cách xuất sắc xuyên suốt Vũ trụ. Chúng cho phép đo đạc lịch sử giãn nở của Vũ trụ bằng cách nghiên cứu mối quan hệ giữa khoảng cách đến một vật thể và dịch chuyển đỏ của chúng, sau đó sẽ suy ra tốc độ chúng đang dần lùi xa khỏi ta. Mối quan hệ này khá tuyến tính, dựa vào luật Hubble. Chúng ta có thể dễ dàng tính toán dịch chuyển đỏ, nhưng tìm ra được khoảng cách để đến một vật thể thì khó hơn. Thường, một nhà thiên văn học sẽ dùng một thang đo khoảng cách: một vật thể mà trong đó độ sáng nội tại và cấp sao tuyệt đối được biết chính xác. Điều này cho phép khoảng cách của vật thể được đo từ độ sáng quan sát được đến từ nó, hay cấp sao biểu kiến. Một siêu tân tinh loại Ia được biết đến nhiều nhất với vai trò là thang đo khoảng cách xuyên suốt Vũ trụ vì ánh sáng mạnh và ổn định của nó.
Các quan sát gần đây trên các siêu tân tinh đều nhất quán với một Vũ trụ được tạo thành bởi 71.3% năng lượng tối và 27.4% tổng hợp của vật chất tối và vật chất baryon.

### Phông vi sóng Vũ trụ
Sự tồn tại của năng lượng tối, trong bất kỳ hình thức nào, đều cần thiết để dung hòa các tính toán hình học của Vũ trụ với tổng vật chất trong Vũ trụ. Tính toán về bất đẳng hướng phông vi sóng Vũ trụ chỉ ra rằng Vũ trụ gần như phẳng. Để hình dáng của Vũ trụ có thể có dạng phẳng, tỷ trọng vật chất/năng lượng của Vũ trụ phải gần bằng tỷ trọng mật độ tới hạn. Tổng vật chất trong Vũ trụ (bao gồm cả các hạt baryon và vật chất tối), đã tính được qua quang phổ trong phông vi sóng, tính được chỉ có 30% mật độ giới hạn. Điều này nói lên rằng sự tồn tại của một dạng năng lượng khác chỉ còn 70%. Tàu vũ trụ Quả cầu Bất đẳng hướng Vi sóng Wilkinson (WMAP) mất bảy năm phân tích đã đưa ra kết luận một Vũ trụ cấu tạo từ 72.8% năng lượng tối, 22.7% vật chất tối và 4.5% vật chất thường. Các thí nghiệm hoàn thành năm 2013 dựa trên các quan sát của tàu vũ trụ Planck trên phông vi sóng đã đưa ra kết quả chính xác hơn là 68.3% năng lượng tối. 26.8% vật chất tối và 4.9% vật chất thường.